# Aleuroclava gordoniae
Bọ phấn ổi đen (Aleuroclava gordoniae) là một loài côn trùng cánh nửa trong họ Aleyrodidae, phân họ Aleyrodinae.
Aleuroclava gordoniae được Takahashi miêu tả khoa học đầu tiên năm 1932.